# Quando una donna...
Quando una donna... è il terzo album del gruppo musicale italiano I Romans, pubblicato dall'etichetta discografica Polaris nel 1974.
L'album è prodotto da Bruno Pallesi.
Il brano Il mattino dell'amore viene presentato a Un disco per l'estate.

## Tracce

### Lato A
1. Quando una donna...
2. Un momento di più
3. Matita blu
4. Il mattino dell'amore
5. Proprio così

### Lato B
1. Angela
2. Valentino e Valentina
3. Mi mancherai
4. Vorrei partire
5. Poche cose